# Åkrokens bro

Åkrokens bro, eller även kallad Riabron, finns i Åkroken i Kalix kommun och förbinder Åkroken mot Rian. Från början var det en hängbro som byggdes år 1940 av militären, och ska vid den tiden ha varit Nordens längsta hängbro.  Bron byggdes på grund av den förstärkta försvarsberedskapen under andra världskriget. Bron var gjord av trä, och brobanan av kraftigt timmer. Norrbottens dåvarande landshövding David Hansén invigde bron. Kring 1974 ersattes den med dagens betongbro.

## Överlåtelse av hängbron
Ur regeringens förslag till beslut till riksdagen den 27 februari 1948 kan man läsa följande att Nederkalix kommunalnämnd hade tillsatt en kommitté år 1945 för bevarandet av bron, då den hade förfallit till en viss del och var i behov av reparationer. Bron var inte heller längre av betydelse för militären heller som planerade att riva bron, och kommunen ville bevara den. Kommunalnämndens kommitté ville förhandla om villkoren för övertagande av bron samt om det framtida underhållet. Regeringen och departementschefen, tillika försvarsminister, Allan Vougt begärde att regeringen skulle föreslå till riksdagen att överlåtelsen till Åkrokens vägsamfällighet skulle godkännas och genomföras. Villkoret var att samfälligheten skulle ansvara för det framtida underhållet.